# De la Goteta de la Mel
De la Goteta de la Mel es un cultivar de higuera de tipo higo común Ficus carica, bífera es decir con dos cosechas por temporada,las brevas de primavera-verano, y los higos de verano-otoño, de higos de epidermis con color de fondo verde claro, con sobre color verde amarillento, con grietas longitudinales escasas y poco frecuentes. Esta variedad se encuentra muy extendida en la Comunidad Valenciana.

## Sinonimia
- „Macoca“ en Elche,[4][5][6][7]
- „Gironeta“ en Benisa,
- „Gina“ en la Marina,
- „Higa de Muerto“ en Villar del Arzobispo,
- „Melar“ en Carlet,
- „De la Gota de Mel“ en Camp de Tarragona.

## Historia
La variedad 'De la Goteta de la Mel' es una higuera cultivada presente en la Comunidad Valenciana. Esta variedad está nombrada como 'De la Goteta de la Mel':'De la Gotita de la Miel' en valenciano, pues es un higo que tiene presente una gota de resina muy dulce en el ostiolo cuando madura.
Esta variedad por sus características, puede ser incluida en el mismo “grupo” o variedad poblacional que la 'Dottato' italiana.

## Características
La higuera 'De la Goteta de la Mel' es una variedad bífera de tipo higo común. Variedad poco vigorosa pero extremadamente productora de higos, las cuales son de muy buen sabor y tamaño. El árbol suele ser de porte bastante reducido. Las hojas son gruesas y de color verde oscuro. Las hojas miden 17,7 x 21 cm, y tienen mayoritariamente el seno del pecíolo agudo (a veces obtuso o muy agudo). Con hojas de 3 lóbulos (54%), de 5 (23%) y de 1 (23%). En 'De la Goteta de la Mel' aunque la cosecha de brevas suele ser de mediana a muy escasa, la buena cosecha de higos de otoño, hace que el rendimiento del árbol sea muy elevado. Los ejemplares más jóvenes pueden hacer una cosecha más abundante de brevas. Algunos brotes presentan los entrenudos bastante cortos, por lo que los higos nacen algo amontonados.
Las brevas 'De la Goteta de la Mel' son frutos de forma piriforme de tamaño muy grande. La piel es de color verde claro y la pulpa anaranjada o blanquecina, con el contorno interior morado. La fruta presenta . No suele haber brevas emparejadas y con muy pocas deformaciones. Las escamas ostiolares, blanquecinas o rosadas. Madura en la segunda quincena de junio.
Los higos 'De la Goteta de la Mel' son frutos son con forma de pera a veces ligeramente cónicos; las formaciones anormales son de un 6% y los siconos emparejados son muy característicos (43%); de un tamaño grande con longitud x anchura:45,1 X 50,6 mm; de peso promedio 50,6; de epidermis con color de fondo verde claro, con sobre color verde amarillento, con grietas longitudinales escasas y poco frecuentes; pedúnculo muy corto de color verde oscuro. El ostiolo con un tamaño de 1 A 6 mm; sus escamas ostiolares son rosadas o blanquecinas; presenta una gota de miel que es muy frecuente y era muy buscada por los niños, que al haber comido unas pocas higos se dedicaban únicamente a pellizcarlas para comerlas como una golosina. Tienen un mesocarpio de grosor fino y de color blanco; cavidad interna pequeña, aquenios de tamaño medio, medianamente abundantes, muy frágiles, apenas perceptibles cuando se aplastan al comerlos. Los frutos son de consistencia media, la gran mayoría de los higos de esta variedad tienen la pulpa ligeramente anaranjada, pero también en menor proporción. Algunos son peculiares, ya que tienen la pulpa de color rojo y la piel de un verde más intenso: más azulado que amarillento. De estos higos más gordos hay durante toda la temporada, pero destacan las primeras, entre 5 y 20 en un árbol, las cuales se adelantan una semana al resto de la cosecha y tienen un tamaño mucho mayor que las que hará el árbol a continuación. El peso oscila entre 70 y 95 gramos. Este tipo de higo, más grueso y temprano que el resto de los del mismo árbol, en Elche se denominan "Macoca".
Los higos son de un inicio de maduración desde mediados de agosto hasta mediados de septiembre, y de rendimiento muy alto. Tanto las brevas como los higos son dulces y muy buenos para consumo humano en fresco.

## Cultivo y usos
'De la Goteta de la Mel', es una variedad de higo que se cultiva desde tiempos inmemoriales en la Comunidad  Valenciana (Elche, Alcoy, Játiva) y en Campo de Tarragona.